# Île Kuibandui
L’île Kuibandui est un îlot de Nouvelle-Calédonie appartenant administrativement à Île des Pins.